# Devendra Banhart
Banhart, Devendra Obi (Houston, Texas, 1981. május 30. –) amerikai énekes-dalszerző és képzőművész. Banhart a Texas állambeli Houstonban született, és anyjával Venezuelában nőtt fel, tinédzserként tért vissza Kaliforniába. 1998-ban kezdte el tanulmányait a San Francisco Art Institute-ban, de kimaradt, mert Európában, San Franciscóban és Los Angelesben zenélt. 2002-ben adta ki bemutatkozó albumát és folyamatosan veszi fel további szerzeményeit a Young God és az XL kiadóknál, valamint egyéb összeállításokban és együttműködésekben is részt vesz.

## Pályafutása
Venezuelai anya és amerikai apa gyerekeként született. Keresztneve szinonim Indráéval, az eső és a mennydörgés hindu istenéével, amit Prem Rawat indiai vallási vezető javasolt, akit szülei követtek. Banhart második nevét (Obi) egy Csillagok háborúja karakterről kapta. Banhart szülei két évvel születése után elváltak, és anyjával Caracasba, Venezuelába költöztek. Édesanyja később újraházasodott, és Banhart mostohaapja a családot Los Angelesbe, Kaliforniába költöztette, mikor Banhart 14 éves volt.
1998-ban Banhart elkezdte tanulmányait ösztöndíjasként a San Francisco Art Institute-ban, ezalatt San Francisco meleg negyedében, a Castróban élt. Órái helyett utcazenélni kezdett, és első fellépése egy templomban, egy meleg esküvőn volt. Banhart 2000-ben kimaradt a művészeti iskolából és elhagyta a dotkomlufi utáni romló gazdasági helyzetű San Franciscót. Párizsba, Franciaországba költözött, ahol nyár folyamán nyitott az indie rock együttesek felé. Banhart 2000 őszén visszatért az Egyesült Államokba; San Franciscóban és Los Angelesben zenélt, amíg fel nem fedezte Michael Gira, a Young God Records tulajdonosa miután Siobhan Duffy, Gira felesége, vásárolt egy példányt Banhart demo CD-jéből, a The Charles C. Leary-ből, és átadta ezt Girának.
2002-ben Banhart és Gira összeállított egy albumot Banhart felvételeiből Oh Me Oh My címen (az album rövid töredékekből áll). Az album a Young God Records gondozásában jelent meg és kedvező kritikákat kapott. Még két albumot és egy EP-t vett fel a kiadónak: Rejoicing in the Hands, Niño Rojo és The Black Babies; a kiadványoknak egyszerű akusztikus hangzása volt. Banhart 2005-ben az XL Recordings-ra váltott és kiadta a Cripple Crow albumot, amit a New York-i Bearsville Studiosban vettek fel: ez az album még bonyolultabb hangzással rendelkezik. Második albumát az XL Records-nál, a Smokey Rolls Down Thunder Canyont, a kaliforniai Topangában levő házi stúdiójában vette fel. Az album a Billboard 200-as listáján a 115. helyezést érte el. Az album Lover című száma a Nick and Norah's Infinite Playlist című mozifilm zenéjeként szerepelt, amiben mások mellett feltűnt Banhart is.

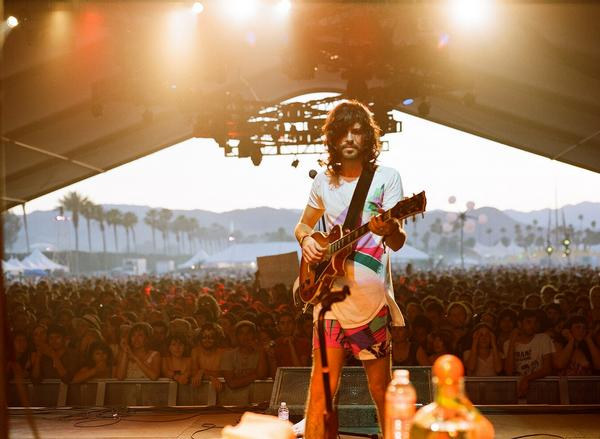
Banhart a 2009-es Coachella fesztiválon

Banhart fellép a Vetiverrel: felléptek a Carnegie Hallban; a Hollywood Bowlban Gilberto Gillel, valamint a Bonnaroo és a Coachella zenei fesztiválokon. Kiadóját, a Gnomonsongot, Andy Cabic-kel, a Vetiver frontemberével alapította 2005-ben. 2007-ben szerződött Neil Young menedzserével, Elliot Roberts-szel, aki vokálozott a Smokey Rolls Thunder Canyon c. albumán. 2008-ban Banhart kiadja a Surfing című albumot együttműködve a multi-instrumentalista Greg Rogove-val Megapuss néven, és Natalie Portman színésznővel jár pár hónapig. 2009-ben a Warner/Reprise-zal írt alá egy szerződést új lemezére a What Will We Be-re. Az Oasis kérésére elkészítette a (Get Off Your) High Horse Lady remixét. Devendra készítette a Roma című Phoenix-szám remixét is a zenekar 2009-es Wolfgang Amadeus Phoenix című albumáról.
Banhart rajzait a San Franciscó-i Modern Művészetek Múzeumában és a brüsszeli BOZAR-ban állították ki. Zenei műtárgyak gyűjtője. Banhart írta az előszót és szereplője barátja, Lauren Dukoff könyvének (Family: Photographs by Lauren Dukoff).
2009. szeptember 4-én Beck bejelentette második Record Club feldolgozás albumát, a Songs of Leonard Cohent. Banhart is közreműködik az MGMT, Andrew Stockdale (Wolfmother) és Binki Shapiro (Little Joy) mellett.
2009. október 27-én jelent meg Banhart első nagylemeze a Warner/Reprise-nál, a What Will We Be. Az albumnak a Spin Magazine kedvező kritikát és 3,5 csillagot adott a lehetséges 5-ből.

## Stílusa
Banhartot a New Weird America műfajjal társítják, és zenéjét „szabad asszociációs munká”-nak nevezik. Stílusát mondták pszichedelikus folknak, avantfolknak, freak folknak, lo-finak és alternatív folknak is.
„Banhart albumai ásramhoz illő gitárpengetést ajánlanak fel; elszállós-hippis hangú költészetet – és ha szerencsés vagy – legalább egy dallamot, ahol egy rágcsáló perspektívájából énekel.”

## Diszkográfia

### Albumok
- The Charles C. Leary (2002)
- Oh Me Oh My (2002)
- Rejoicing in the Hands (2004)
- Niño Rojo (2004)
- Cripple Crow (2005)
- Smokey Rolls Down Thunder Canyon (2007)
- What Will We Be (2009)
- Mala (2013)
- Ape in Pink Marble (2016)

### Kislemezek és EP-k
- The Black Babies (2003)
- Sight To Behold/Be Kind (2004)
- Little Yellow Spider (2004)
- At The Hop (2004)
- I Feel Just Like A Child (2005)
- Heard Somebody Say (2005)
- Carmensita (2007)
- Baby (2009)
- Foolin' (2010)

### Együttműködések és válogatások
- The Golden Apples of the Sun (2004)
- Jana Hunter / Devendra Banhart (Jana Hunterrel, 2005)
- Love Above All (2007)
- Surfing (mint Megapuss Gregory Rogovével, 2008)
- Songs of Leonard Cohen – Beck's Record Club (2009)[28]

## Fordítás
- Ez a szócikk részben vagy egészben  a   Devendra_Banhart című angol Wikipédia-szócikk fordításán alapul.  Az eredeti cikk szerkesztőit annak laptörténete sorolja fel. Ez a jelzés csupán a megfogalmazás eredetét és a szerzői jogokat jelzi, nem szolgál a cikkben szereplő információk forrásmegjelöléseként.